# Drakensberg (chaîne de montagnes)
Pour les articles homonymes, voir Drakensberg.
 (juin 2024).
Si vous disposez d'ouvrages ou d'articles de référence ou si vous connaissez des sites web de qualité traitant du thème abordé ici, merci de compléter l'article en donnant les références utiles à sa vérifiabilité et en les liant à la section « Notes et références ».
Le Drakensberg (en afrikaans : Drakensberge, en zoulou : uKhahlamba, en langues sotho-tswana : Maluti) est une chaîne de montagnes en Afrique australe. Situé dans l'Est de l'Afrique du Sud, au Lesotho et en Eswatini, il correspond géographiquement à la partie orientale du Grand Escarpement. Il culmine à 3 482 m d'altitude au Thabana Ntlenyana.
Un parc classé sur la liste du patrimoine mondial protège la faune, la flore et les vestiges archéologiques.

## Toponymie
Les Afrikaners l'ont baptisé Drakensberg, c'est-à-dire les « montagnes du Dragon » ; avant eux, les Zoulous l'ont nommé uKhahlamba que l'on peut traduire par « rempart de lances ». De différentes manières, ces deux noms évoquent bien l'aspect de ces escarpements de quartz, de ces gorges taillées par l'érosion dans les schistes tendres.

## Géographie

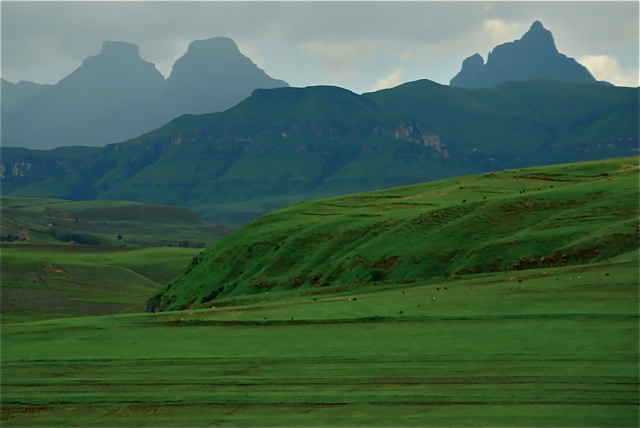
Vue de Cathedral Valley.

Prenant son origine dans la province du Cap-Oriental, à la limite est du désert du Karoo, le Drakensberg traverse ensuite la province du KwaZulu-Natal, où il matérialise en quelque sorte la frontière entre le Lesotho et le Natal. Il se prolonge au nord en s'adoucissant sur plus de 400 kilomètres, avant de reprendre de l'altitude dans la province sud-africaine de Mpumalanga, autrefois le Transvaal-Est. Aussi parle-t-on de Drakensberg du Natal et de Drakensberg du Transvaal (ou parfois « Grand escarpement du Drakensberg »). Enfin la chaîne de montagnes prend fin au nord-est aux abords des vallées de l'Elands et de l'Olifants, tandis qu'elle est limitée au nord par le fleuve Limpopo.
Le Thabana Ntlenyana (3 482 m) et le Makheka (3 461 m) sont les plus hauts sommets de la chaîne. Ils se situent tous deux au Lesotho. Quant au Mafadi, il est avec ses 3 450 mètres d'altitude le plus haut sommet d'Afrique du Sud (province du Kwazulu-Natal).
Un des panoramas les plus connus du parc national du Drakensberg se situe au nord dans le Royal Natal Park ; il s'agit de l'Amphithéâtre.

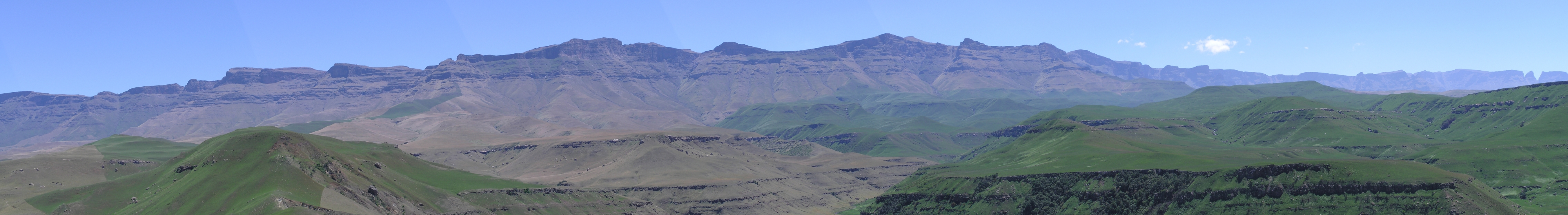
Panorama depuis le Giant's Castle sur le Drakensberg.

## Peintures rupestres
Le parc national du Drakensberg, inscrit sur la liste du patrimoine mondial par l’Unesco, préserve une faune riche et abrite des ensembles exceptionnels de peintures rupestres. Elles sont l’œuvre du peuple San (couramment appelé Bushman [« hommes des buissons »] ou Bochiman), qui occupait la région depuis 30 000 ans avant d’être éliminé à la fin du XIXe siècle par les Afrikaners. Les peintures rupestres elles-mêmes documentent d’ailleurs ces affrontements et cette fin tragique.
Elles représentent notamment des élands, des animaux hybrides et des thérianthropes (humains comportant des caractères animaux). Le rapprochement de ces peintures avec les mythes san d’une part, avec les visions de personnes sous hallucinogène d’autre part, permet de comprendre leur probable signification chamanique : l’éland est un animal sacré pour les San, créé par leur dieu, Kaggen, et relié à lui, et les thérianthropes pourraient figurer des chamanes, dans des transes où ils se transforment en animaux et ont des visions similaires à celles produites par un hallucinogène. D’autres peintures représentent des danses rituelles semblables à celles encore pratiquées par les San des Kalahari, au cours desquelles les chamanes tombent effectivement en transe. On retrouve le même lien entre peintures rupestres et chamanisme dans certains peuples amérindiens, comme les Desana d’Amazonie colombienne, chez qui Gerardo Reichel-Dolmatoff les constatait encore en 1967.

## Dans la culture
Dans le film 2012, le Drakensberg devient le toit du monde après que le continent africain s'est élevé d'un ou deux kilomètres à cause du mouvement de la croûte terrestre.
Le film Zoulou (1964) de Cyril R. Endfield a été tourné dans les paysages du Drakensberg.